# 松本ルナ
松本 ルナ（まつもと ルナ、1990年〈平成2年〉1月23日- ）は、日本のタレントであり、女性アイドルグループ・prediaの元メンバーである。
奈良県出身。元プラチナムプロダクション所属で、現在は昭和プロダクションに所属している。愛称は、ルナルナ。

## 略歴

### タレント活動開始～prediaへ
高校卒業前に、サンミュージックのオーディションに合格していたが、大人の事情でその話はなくなり、18歳の時、自らプラチナムプロダクションに応募し合格するも母親に反対される。翌年、アルバイトを掛け持ちし上京資金を貯め、母親の許可が出て晴れて上京する。その時のアルバイトは、映画館、雑貨屋、大阪王将をやっていた。大阪王将では5年間務めバイトリーダーをしていた。

2009年、事務所に入っての初仕事は原宿スタイルコレクションでバウムクーヘンの販売だった。大阪王将でのバイト経験を活かし、その時の売り上げに大貢献。NTT DoCoMo BeeカラのCMに林弓束、三島ゆかりとともに起用される他、東京俳優市場2010春（2010年4月30日 - 5月5日、千本桜ホール）に参加。その後、インターネットプロバイダ「ブロードエース」のイメージガールユニット『BA5』第1期メンバーとして仁藤みさき、和泉テルミ、齊藤夢愛、鈴木咲とともに活動する。
2010年10月20日、アイドルグループpredia（当時の表記は「pre-dia」）の結成が発表され、同年11月23日、六本木morph-tokyoで行われたPASSPO☆（当時の表記は「ぱすぽ☆」）の結成1周年ワンマンフライトで初お披露目。以後prediaのメンバーとして歌手活動を行う。

### 体調不良～predia卒業とその後
2016年4月29日、自身のブログで体調不良により活動休止することを発表。同年10月10日、よみうり大手町ホールで行われた『predia 6th Anniversary tour』で復帰し、脱退説を吹き飛ばすパフォーマンスを見せた。
それから2年を経た2018年12月27日、以前より患っていた病気の治療に専念するため、翌年2月に行われるツアーファイナルをもってprediaを卒業、並びにプラチナムプロダクションを退所することを発表。卒業後は治療に専念しつつ医療の仕事に就きたいと明かした。
2019年2月2日、東京ドームシティホールで行われた『predia tour "THE ONE"』ツアーファイナルをもって、青山玲子、岡村明奈、林弓束と共にprediaを卒業。prediaからのメンバー卒業は2014年2月の和泉テルミと竹田愛以来、5年ぶりであった。
プラチナム退所後は奈良に帰郷し暫く療養していたが、2021年3月18日、自身のインスタで昭和プロダクションに業務提携という形で移籍。活動拠点を関西に移しタレント活動を再開した。

## 人物
- 8学年下の弟を溺愛している[13]。好きな色は黄色、レインボー。いつも薔薇のいい香りがする。演技は、NG（苦手）。
- 趣味は1人で遊びに行くこと、散歩、人に会うこと、料理。一人カラオケ、カフェ巡り&公園巡り（※ベンチに座っておばあちゃんとお喋りして、アメをよくもらうことがある。）。
- 元アイドルカレッジの山口りえと仲が良く、2021年3月31日放送の『ラジオが大好き!』で事務所移籍後初共演した[14]。
- 好きな音楽：AAA 、aiko、 いきものがかり、 back number、 ONE OK ROCK、 MAY'Sなど。
- 得意な歌：いきものがかり「ありがとう」
- 得意料理：インスタ映えしない家庭料理（※やたらと、ピーマンの肉詰めを食べさせたがる。）。
- 嫌いな食べ物：パクチー、抹茶 。
- 合言葉：わっしょい!!!!
- 得意なギャグ：ごめんなサンバイザー
- 好きなモノ：入浴剤、ボディクリーム
- 会いたい芸能人：大久保佳代子、渡辺直美、ガンバレルーヤ

## 作品

### predia

#### シングル
- Dia Love（2011年1月26日、JRRC-1023）- EAN 4562232210603。
- Dream Of Love（2011年7月20日、JRRC-1027/8）- EAN 4562232210627。
- ハニーB（2011年11月23日、JRRC-1032/3）- EAN 4562232210641。
- Hey Now!!（2013年8月27日、PPRC-0002）- EAN 4582417835339。
- Crazy Cat（2013年4月17日、PSMC-0007）- EAN 4582414480037。
- 壊れた愛の果てに（2014年8月6日、CRCP-10315/7）- EAN 4988007260428。
- 美しき孤独たち（2014年12月17日、CRCP-10337/9）- EAN 4988007266277。
- 満たしてアモーレ（2015年8月26日、CRCP-10344/6）- EAN 4988007271462。
- 刹那の夜の中で（2016年1月27日、CRCP-10352/4）- EAN 4988007273114。
- 禁断のマスカレード（2017年1月25日、CRCP-10368/70）- EAN 4988007277907。
- ヌーベルキュイジーヌ（2017年6月21日、CRCP-10373/5）- EAN 4988007279536。
- Ms.Frontier（2017年10月25日、CRCP-10383/5）- EAN 4988007280792。
- カーテンコール（2018年8月22日、CRCP-10410/2） - EAN 4988007284813。

#### アルバム
- Invitation（2012年3月28日、PSMC-0001/2）- EAN 4522197115450。
- Escort me?（2012年12月12日、PSMC-0005/6）- EAN 4582414480013。
- Best of predia 2010-2013 〜Reception〜（2014年4月9日、PPRC-0008）- EAN 4580448950069。
- 孤高のダリアにくちづけを（2015年2月18日、CRCP-40395/6）- EAN 4988007267939。
- 白夜のヴィオラにいだかれて（2016年6月22日、CRCP-40462/3）- EAN 4988007274623。
- ファビュラス（2018年2月14日、CRCP-40548/9）- EAN 4988007282215。
- Best of predia "THE ONE"(2018年12月19日、CRCP-40567/8）- EAN 4988007286237。

#### 映像作品
- predia LIVE DVD SHIBUYA-AX PARTY ON MAY 3, 2013（2013年10月7日、PPRC-0003）- EAN 4580448950014。

## 出演

### テレビ
- 夢を与える（2015年5月16日、23日、WOWOW）
- ゴッドタン（2016年3月6日、テレビ東京）最強悪口作家永井のマジギライオーディション
- 東京タラレバ娘 第1話（2017年1月18日、日本テレビ）千絵 役

### ラジオ
- ラジオが大好き!（2021年3月31日、ラジオ大阪）[14]

### ネット配信
- チャンネルBA5（ニコニコ生放送）（2010年8月25日～2011年4月27日）
- 美女暦（2011年7月11日、PINKU） - 涼風美女。
- 20-dia（2011年4月6日 - 2012年3月21日、あっ!とおどろく放送局）
- 秘密のパーリ☆ナイッ!（2011年8月22日 - 2012年4月23日、DMM.comライブトーク）
- predia 大人のしゃべり場へようこそ（2012年11月1日 - 、アメーバスタジオ）
- prediaの大人のオモチャ箱（2014年4月15日 - 、SHOWROOM）[15]（prediaのあだるとなとーくしょー からタイトル変更）
- LoGiRL（2015年5月30日）[16]
- LoGiRL（2017年1月23日）[17]

### イベント
- 三愛水着ファッションショー（2011年、三愛）[18]
- 三愛水着ファッションショー（2011年、三愛）[19]
- 三愛水着ファッションショー（2013年、三愛）[20]
- ブーブースタイルズ『初めまして！ブーブースタイルズです！～褒めて！ほめて！ホメテ！HOMETE♡～』（2015年12月18日 - 旧プラチナムB1ライブステージ）PASSPO☆ 藤本有紀美とのユニット[3]